# Protopterus aethiopicus aethiopicus
Protopterus aethiopicus aethiopicus is een ondersoort van de kwastvinnige vissen uit de familie van de Afrikaanse longvissen (Protopteridae). De wetenschappelijke naam van de ondersoort is voor het eerst geldig gepubliceerd in 1851 door Heckel.